# Transkrypcja fonologiczna
Transkrypcja fonologiczna (zwana również transkrypcją fonemiczną oraz transkrypcją fonetyczną szeroką) – system zapisu mowy uwzględniający tylko fonologicznie istotne cechy dźwięku. Opiera się na wzajemnej jednoznaczności znaku graficznego i dźwięku. Transkrypcję fonologiczną zapisuje się w nawiasach pochyłych //.